# Bittenbrunn (Neuburg an der Donau)
Bittenbrunn ist ein Pfarrdorf und Stadtteil der Stadt Neuburg an der Donau im Landkreis Neuburg-Schrobenhausen in Bayern. Zur Gemarkung Bittenbrunn gehören außerdem noch das Kirchdorf Laisacker und die Einöden Auschlösschen, Eulahof und Ziegelau.

## Geographie
Bittenbrunn liegt 2 km nordwestlich von Neuburg am linken Donauufer an den Südhängen des Jura. Bis ins 18. Jahrhundert wurde an den südlichen Jurahängen zwischen Bittenbrunn und Laisacker Wein angebaut.

Laisacker liegt direkt angrenzend östlich, die Ziegelau nördlich und der Eulahof direkt an der Donau südwestlich. Das Auschlösschen liegt am Südrand von Bittenbrunn ebenfalls an der Donau.
Die Nachbarorte Bittenbrunns sind die Stadt Neuburg an der Donau im Südosten, Hessellohe und Ried im Osten, Gietlhausen im Norden und Riedensheim im Westen.
Durch Bittenbrunn läuft die am Nordrand des Donautales entlangführende Staatsstraße St 2214.

## Geschichte
Ausgrabungen der Gegend weisen bereits auf eine frühe Besiedelung hin: Nordöstlich von Laisacker befinden sich Reste einer jungsteinzeitlichen Siedlung, im Molsterwald östlich von Kieselweiß wurde ein römisches Weingut ausgegraben und im Gemeindesteinbruch Richtung Gietlhausen ein Germanengrab von 300 nach Christus.

Der Name Bittenbrunn stammt wahrscheinlich von einem alten heidnischen Quellheiligtum her, das nach der Christianisierung weiter verehrt wurde.

Erstmals erwähnt wurde Bittenbrunn 1281 in einer Schenkungsurkunde des Hartmann von Dillingen, Bischof von Augsburg, an die Domkantorei in Eichstätt, worin der Kirchensatz, das Großzehent und andere Gefälle in Butenbrun verschenkt wurden. 1327 verkaufte ein Wernhern von Tegernbeck Ulrich von Pfeffenhausen, Chorherr in Eichstätt, 3 Höfe und einen Baumgarten in Bittenbrunn, der es dann 1338 dem Benediktinerinnenkloster in Neuburg schenkte. Von 1505 bis 1808 gehörte Bittenbrunn zum Fürstentum Neuburg. Im Jahre 1556 ließ Ottheinrich in Bittenbrunn einen Graben anlegen, um die Verlegung des Donauflussbettes nach Norden zu verhindern.
Das Auschlösschen stammt aus der zweiten Hälfte des 17. Jahrhunderts. Der 2011 abgerissene und direkt an der Donau gelegene Eulahof war eine Viehschwaige.
Die Pfarrei Mariä Himmelfahrt gehört zur Pfarreiengemeinschaft Neuburg an der Donau. Die Pfarrkirche stammt teilweise noch aus dem 13. Jahrhundert. Die Südwest-Hälfte des Schiffes wurde 1906 und 1930 zweimal verlängert. An den Ortsursprung erinnert das plastische Bild eines Brunnenchristus vom Anfang des 17. Jahrhunderts, aus dessen Wundmalen sich das Quellwasser ergoss. Der Dichter Jacob Balde pries diesen Brunnenchristus in einem seiner lateinischen dem Herzog Philipp Wilhelm von Pfalz-Neuburg gewidmeten Gedichte.
Bis zum 1. Juli 1972 gehörte die selbstständige Gemeinde Bittenbrunn mit ihren Ortsteilen zum Landkreis Neuburg an der Donau und fiel dann mit der Gebietsreform in Bayern an den vergrößerten Landkreis Neuburg an der Donau, der am 1. Mai 1973 in Landkreis Neuburg-Schrobenhausen umbenannt wurde. Am 1. Januar 1978 wurde der Ort in die Stadt Neuburg an der Donau eingemeindet.

## Berühmte Personen
- Heinz Schilcher, maßgeblicher Verfechter der Phytotherapie, besuchte die Grundschule von Bittenbrunn

## Sehenswürdigkeiten
- Naturschutzgebiet Finkenstein: Naturschutzgebiet an den südlichen Jurahängen, viele mediterrane Arten
- Kraftwerk Bittenbrunn: Wasserkraftwerk von EON zur Produktion von Bahnstrom

## Quelle
Einwohnerbuch 1964 Stadt und Kreis Neuburg/Donau